# Artiom

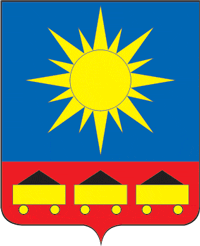
Stadens vapen.

Artiom (ryska Артём) är en stad i Primorje kraj i sydöstra Ryssland och är belägen vid Japanska havet, några mil nordost om Vladivostok. Gruvsamhället Artiom grundades 1924 och har fått sitt namn efter revolutionären Artiom, som egentligen hette Fjodor Andrejevitj Sergejev. Stadsrättigheter fick orten den 26 oktober 1938. Av stadens strax över 100 000 invånare arbetar 3 500 i kolgruvan och 1 100 i en möbelfabrik. Staden utgör även en järnvägsknut och ligger inte långt från Vladivostoks internationella flygplats. När kolgruvan sinar, står framtidshoppet till transportnäringen.
Borgmästaren Vladimir Novikov valdes 11 februari 2001.
Staden hade 64 145 invånare vid folkräkningen 2002, men genom beslut den 11 oktober 2004 slog man samman de tre närliggande orterna (med invånare 2002) Artiomovskij (9 728), Uglovoje (12 732) och Zavodskoj (15 228) med Artiom. Detta gjorde att stadens invånarantal ökade kraftigt, och Artiom hade 103 925 invånare i början av 2015. Hela det område som staden administrerar, inklusive områden utanför själva centralorten, hade 113 451 invånare vid samma tidpunkt.